# Armand Mattelart
Armand Mattelart (Jodoigne, 8 de janeiro de 1936) é um sociólogo belga radicado na França, especializado no estudo da comunicação internacional. Como ensaísta, é autor de inúmeras obras dedicadas ao estudo da mídia, da cultura de massa e da indústria cultural, além das tecnologias de comunicação, especialmente em sua dimensão histórica e internacional. É co-autor, com Ariel Dorfman, do livro Para ler o Pato Donald, sobre as estratégias de propaganda imperialista praticadas por revistas de histórias em quadrinhos Disney.

## Biografia
Nasceu em 8 de janeiro de 1936 em Jodoigne, na Valônia (parte francófona da Bélgica). Obteve o doutorado em Direito na Universidade de Lovaina.
Em 1962, começou a carreira acadêmica na Escola de Sociologia da Universidade Católica do Chile, em Santiago. Permaneceu lá até sua extradição, em 1973, pela ditadura do general Augusto Pinochet. Paralelamente às suas atividades universitárias, trabalhou como especialista em desenvolvimento social no Programa das Nações Unidas para o Desenvolvimento (PNUD) e na Organização para a Alimentação e a Agricultura (FAO).
Trabalhou ainda para o Vaticano em estudos sobre as propostas de políticas de controle da natalidade promovidas pela Fundação Ford e a Fundação Rockefeller para a América Latina no âmbito do programa Aliança para o Progresso do presidente John Kennedy dos EUA.
Durante os três anos da presidência de Salvador Allende (1970-73), tornou-se conselheiro para políticas de comunicação e participou diretamente de projetos de reforma da mídia. De volta a Paris, editou, em colaboração com Chris Marker, um documentário intitulado La Spirale, sobre o período da Unidade Popular chilena. Desde então, guardaria sempre uma relação particular com a América do Sul, e retornaria inúmeras vezes para dar palestras e conferências em universidades da Argentina, Brasil e outros.
Entre 1976 e 1980, foi professor associado nas universidades de Paris VII e Paris VIII (Vincennes).
Em 1981, tornou-se consultor especialista em comunicação para a ONU.
Em 1982, co-presidiu com Yves Stourdzé uma comissão interministerial de avaliação das pesquisas francesas no domínio das ciências sociais sobre a tecnologia, a cultura e a comunicação. No ano seguinte, sob encomenda do Ministério da Cultura da França, presidiu outra comissão sobre o "espaço audiovisual latino" sob os auspícios do escritor colombiano Gabriel García Márquez.
Também em 1983, tornou-se professor de Ciências da informação e da comunicação na Universidade de Rennes II.
Em 1997, foi eleito para a Universidade de Paris VIII, onde continuou até se aposentar, em 2005. No mesmo ano, foi um dos signatários do Manifesto de Porto Alegre.
Desde 2003, é presidente do Observatório Francês da Mídia.
É pai de Tristan Mattelart.

### Sobre Mattelart
- 2001. Entretien avec Armand Mattelart, par Thierry Lancien et Marie Thonon. Revue MEI Médiation & Information, nº 15, Paris: L'Harmattan